# Phelipanche schultzii
Phelipanche schultzii är en snyltrotsväxtart som först beskrevs av Pierre Auguste Victor Mutel, och fick sitt nu gällande namn av Auguste Nicolas Pomel. Phelipanche schultzii ingår i släktet Phelipanche och familjen snyltrotsväxter. Inga underarter finns listade i Catalogue of Life.